# Piper ramosii
Piper ramosii är en pepparväxtart som beskrevs av C. Dc.. Piper ramosii ingår i släktet Piper och familjen pepparväxter. Inga underarter finns listade i Catalogue of Life.